# Tal Banin
Tal Banin (טל בנין - Kiryat Haim, próxima de Haifa, 7 de março de 1971) é um ex-futebolista israelense que fez sucesso no Maccabi Haifa Football Club. Jogava como meio-campista, e se aposentou em 2006, no Maccabi Netanya.

## Títulos
Hapoel Haifa
- Campeonato Israelense: 1988–89, 1990–91
- Copa de Israel: 1991

Maccabi Tel Aviv
- Campeonato Israelense: 2002–03
- Copa de Israel: 2001, 2002